# Корельцев, Григорий Трофимович
Григо́рий Трофи́мович Корельцев (1882, Каттакурган, Зеравшанский округ — 1921, Марайское, Челябинская губерния) — участник Гражданской войны, член окружного комитета РКП(б), активный борец за установление и укрепление Советской власти в Кургане.

## Биография

Г. Т. Корельцев (в верхнем ряду крайний справа) в кругу семьи. Курган. 1917

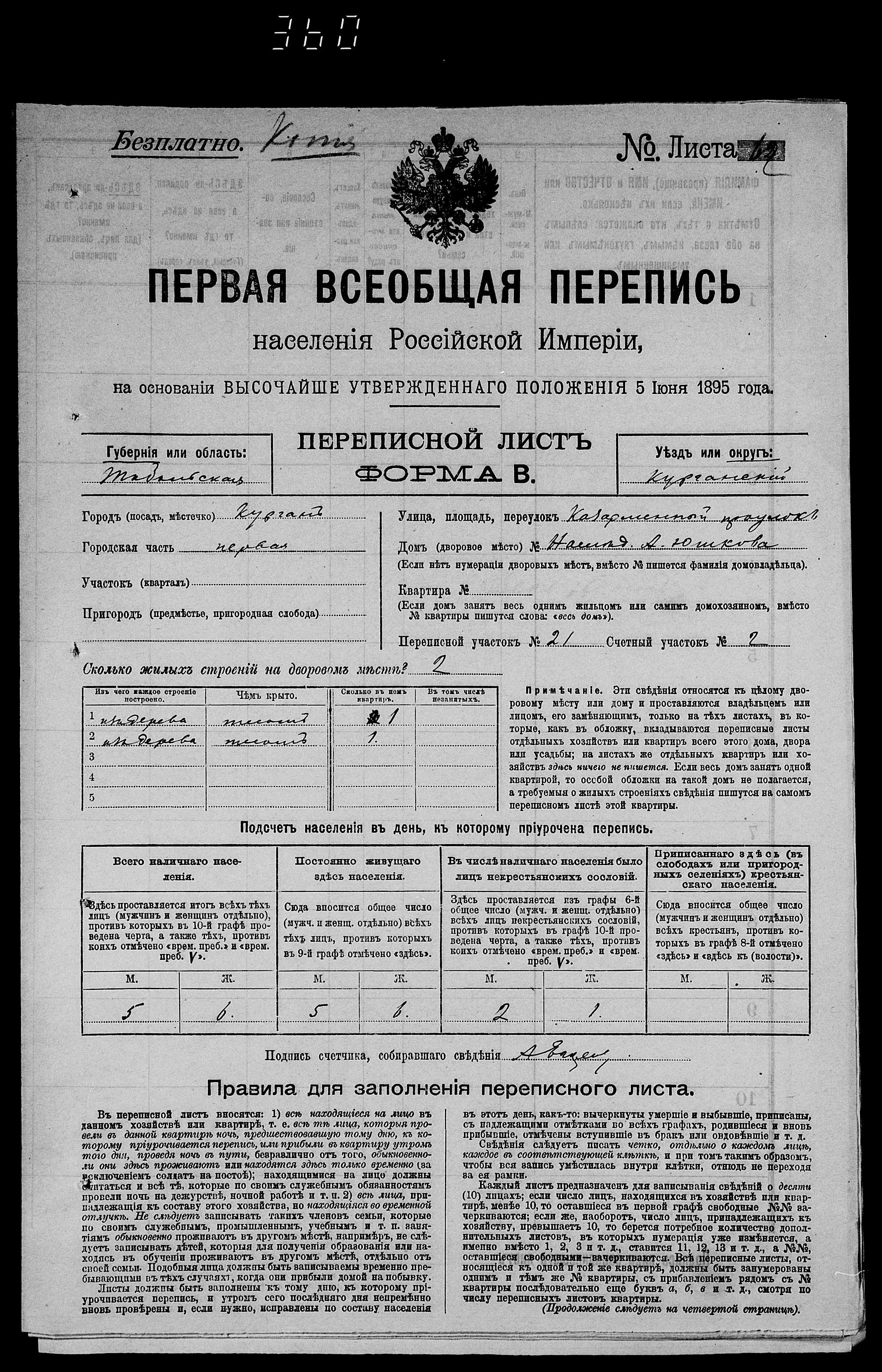
Перепись населения Российской империи (1897), лист с описанием дома в г. Кургане, в котором жила семья Корельцевых.

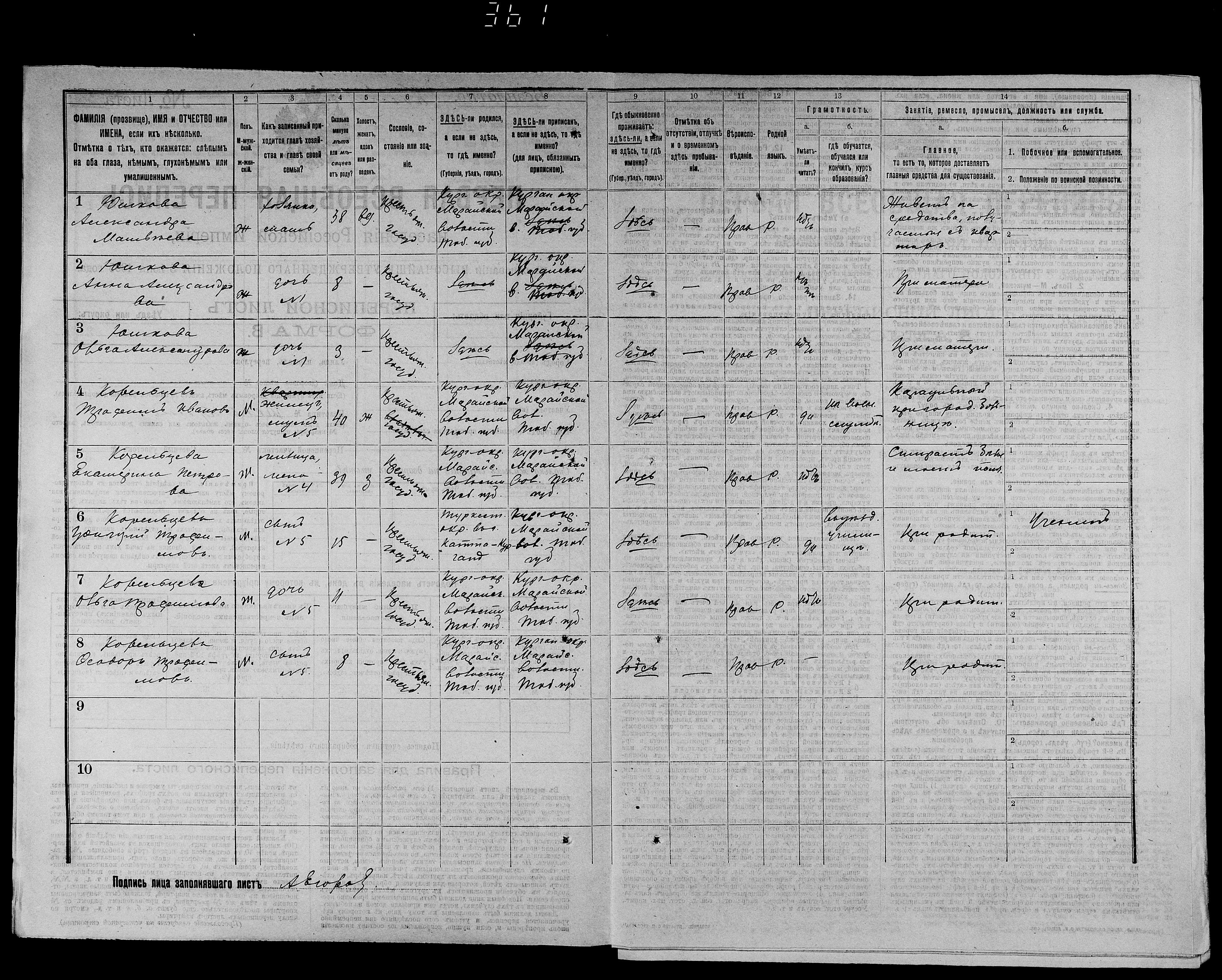
Перепись населения Российской империи (1897), лист с описанием семьи Корельцевых.

Григорий Корельцев родился в 1882 году в солдатской семье в городе Катта-Кургане Зеравшанского округа Туркестанского генерал-губернаторства Российской империи, ныне Каттакурган — город областного подчинения Самаркандской области Республики Узбекистан.
Около 1886 года семья вернулась домой — в деревню Малое Молотово Марайской волости Курганского уезда Тобольской губернии. 23 марта 1964 года деревня Малое Молотово была объединена с селом Россия-Молотово и село получило название Яблочное. Ныне село входит в Варгашинский муниципальный округ Курганской области.
Окончил курганское уездное училище, работал на железной дороге. Будучи членом Курганской группы РСДРП принимал участие в революционных событиях 1905—1907 гг.
В годы Гражданской войны — член подпольной большевистской организации, боролся против Белого движения.
Член окружного комитета РКП(б) Григорий Трофимович Корельцев в 1921 году пал от рук кулацко-эсеровских повстанцев при выполнении боевого задания в селе Марайском Марайской волости Курганского уезда Челябинской губернии, ныне село Мостовское входит в  Варгашинский муниципальный округ Курганской области. (На обелиске в с. Мостовском упомянут Корельцев Г.Г., а  Корельцева Г.Т. в списке нет). По другим данным погиб в городе Кургане, ныне город — административный центр Курганской области. Погиб во время кулацкого мятежа в 1921 году, этот мятеж был частью Западно-Сибирского восстания (1921—1922).

## Память
- В 1957 году готовясь к 40-летию Великого Октября исполнительный комитет Курганского городского Совета депутатов трудящихся переименовал улицу Битёвскую (ранее Шавринскую) в улицу Карельцева. Улица расположена вокруг Центрального парка культуры и отдыха им. 50-летия Великого Октября
- В городе Кургане на фасаде дома по адресу ул. Карельцева, 13 установлена мемориальная доска с надписью: «Корельцев Григорий Трофимович большевик, погиб за власть Советов в городе Кургане во время кулацкого мятежа в 1921 году» — 55°25′57″ с. ш. 65°19′46″ в. д.HGЯO

## Интересные факты
Улица[где?], названная в честь Григория Трофимовича Корельцева, носит название улица Карельцева.

## Семья
- Отец — Корельцев Трофим Иванович (1856—?), солдат, в отставке — караульный при Курганской городской больнице.
- Мать — Корельцева Екатерина Петровна (1857—?)
- Сестра — Ольга (1885—?)
- Брат — Фёдор (1888—1968) — участник революционных событий в г. Кургане (1905—1907) и г. Белая Церковь (1917), председатель Курганского уездного промышленного бюро (1921—1922 гг.), секретарь Железнодорожного райкома ВКП(б) г. Кургана (1922—1924)[9].